# KZ Arbeitsdorf
Das KZ Arbeitsdorf war ein Konzentrationslager in Deutschland auf dem Gelände des Volkswagenwerkes bei Fallersleben (heute: Wolfsburg).
Dieses Konzentrationslager, beschönigend „Arbeitsdorf“ genannt, war ein Modellprojekt für die Zusammenarbeit zwischen dem SS-Wirtschafts- und Verwaltungshauptamt (WVHA) und der Rüstungsindustrie. Bei den ab 1943 in großer Zahl für die Rüstungsproduktion errichteten KZ-Außenlagern (u. a. das KZ-Außenlager Laagberg) stand das KZ Arbeitsdorf Pate.

## Geschichte
Zum Jahreswechsel 1941/1942 trafen Ferdinand Porsche und Bodo Lafferentz – die Hauptgeschäftsführer der Volkswagenwerk GmbH – mit Heinrich Himmler eine Vereinbarung, die Leichtmetallgießerei des Volkswagenwerkes, deren Bau seit Oktober 1939 ruhte, von KZ-Häftlingen fertigstellen zu lassen. Volkswagen richtete dabei den Blick bereits auf die Nachkriegszeit; das Unternehmen verfolgte langfristig das Ziel, sich unabhängig von Zulieferern zu machen. Himmler als Reichsführer SS erwartete von der Kooperation Verbesserungen bei der Ausstattung der SS-Verfügungstruppe (Waffen-SS) einerseits und verstärkten Einfluss der SS in der Wirtschaft andererseits.
Offiziell wurde die Kooperation mit kriegswirtschaftlichen Interessen begründet: Die Leichtmetallfertigung sollte nach der Außendarstellung in erster Linie zum Bau von Flugzeug- und Panzermotoren dienen. Adolf Hitler genehmigte die Pläne am 11. Januar 1942 persönlich.
Der Stellenwert, der dem Pilotprojekt zugemessen wurde, schlug sich in der Ernennung des Aufbaukommandos zum eigenständigen KL Arbeitsdorf durch den Chef des WVHA Oswald Pohl nieder. Das Aufbaukommando wurde aus Häftlingen des KZ Neuengamme rekrutiert. Am 8. April 1942 trafen 500 Mann (vornehmlich Baufacharbeiter) in Fallersleben ein und nahmen Ende April 1942 die Arbeit auf. Im Frühsommer 1942 wurden weitere 300 Häftlinge aus dem KZ Sachsenhausen nach dem KZ Arbeitsdorf geschickt. Ihr Ziel war der Bau einer Eisenbetonhalle bei den Hermann-Göring-Werken. Die Häftlinge des KZ Arbeitsdorf lebten in feuchten, fensterlosen Luftschutzkellern des im Bau befindlichen Gießereigebäudes. Die Haftbedingungen galten als vergleichsweise gut, nach derzeitigem Forschungsstand wurde kein Häftling gewaltsam getötet. Ob – und wenn ja in welchem Umfang – Kranke und Schwache in die Stammlager zurückgeschickt oder dem Tod überlassen wurden, ist nicht bekannt.
Dem VW-Werk war durch die Ausbeutung von KZ-Häftlingsarbeitern nur ein Rohbau erstellt worden. Das „Arbeitsdorf“ markierte einen Paradigmenwechsel in der Handhabung der Ausbeutung von KZ-Häftlingen. Erstmals war aus einem industriellen Arbeitskommando ein eigenständiges KZ-Hauptlager entstanden, dessen Basis das aus KZ-Häftlingen abgestellte Baubataillon bildete.
Rüstungsminister Albert Speer hegte bereits von Anfang an Zweifel an der kriegswirtschaftlichen Relevanz von Arbeitsdorf, des Weiteren waren ihm die Expansionspläne Himmlers ein Dorn im Auge. Aus diesem Grund untersagte er im September 1942 die Fertigstellung des Fabrikgebäudes. Am 11. Oktober 1942 wurde das KZ Arbeitsdorf aufgelöst, die Häftlinge wurden geschlossen zum KZ Sachsenhausen geschickt. Zurück blieb lediglich eine Bauruine. Erst im Sommer 1944 wurde sie behelfsmäßig mit einer Tempergussanlage versehen.

## Organisationsstruktur
Als Lager im Reichsgebiet wurde das KZ Arbeitsdorf nach dem Modell des KZ Dachau formiert. Zum Kommandanten wurde der KZ-Kommandant von Neuengamme, Martin Gottfried Weiß, ernannt, der beide Posten in Personalunion führte. Wilhelm Schitli war Schutzhaftlagerführer, Heinrich Peters leitete die Wachtruppe. Als Arbeitseinsatzführer wurde Walter Ernstberger bestimmt. Weiß’ Adjutant wurde Karl-Friedrich Höcker, als Arzt fungierte Hellmuth Vetter, der 1941 im KZ Dachau für die I.G. Farben Medikamente an Häftlingen getestet hatte. Nach Speers Verfügung wurde Schitli kurzzeitig zum Kommandanten erhoben und leitete das Lager bis zu dessen Auflösung.